# Maltézský kříž (znak)

Maltézský kříž

Takzvaný Maltézský kříž (neboli bílý osmihrotý kříž na červeném poli) je znakem Řádu sv. Jana Jeruzalémského (dnes Maltézský řád).
Maltézský kříž je jako symbol používán hlavně Suverénním vojenským hospitálním řádem sv. Jana v Jeruzalémě, na Rhodu a na Maltě (Maltézským řádem) a protestantskými johanitskými řády, které se od původního Maltézského řádu odštěpily. Maltézský kříž je též symbolem pomáhajících Maltézských organizací, v Česku například u Maltézské pomoci.

Maltská námořní vlajka
Poměr stran: 2:3

## Užití
Jako jeden ze svých symbolů jej používá i stát Malta, přičemž se nachází na námořní obchodní vlajce a na rubu jednoeurovek a dvoueurovek, ražených na Maltě.
Červená barva pozadí byla zavedena až roku 1259; do té doby nosili rytíři přehozy barvy černé. Osm špiček kříže má symbolizovat osm blahoslavenství z novozákonních kázání na hoře, o čemž měl rozhodnout druhý velmistr řádu, Raymond du Provence. Forma kříže se během doby značně měnila, což vyplývá jak ze soudobých kreseb, tak i z reliéfů na různých stavbách a ze zobrazení na mincích. Dnešní forma pochází zřejmě z 15. nebo 16. století, přičemž první zaznamenaná podoba pochází z řádových mincí, ražených na Maltě roku 1567.

## Vznik
Rozšířený názor, že osm špiček kříže symbolizuje osm tzv. jazyků řádu, je možno považovat za chybný: řád měl původně sedm jazyků, až roku 1492 vznikl osmý, kastilský. Osmihrotý kříž – i když různě stylizován – byl však řádem používán již dříve.

## Osmihrotý kříž
Osmihrotý kříž se postupem doby stal symbolem rytířských ctností a celá řada insignií a symbolů různých řádů a vyznamenání z něj vychází. Například, zelený osmihrotý kříž je odznakem řádu svatého Lazara, bílý je odznakem švédského Řádu polární hvězdy a červený je odznakem španělského řádu Isabely Katolické. Řád křižovníků s červenou hvězdou používá osmihrotý kříž červené barvy v černém poli a hvězdou v patě znaku, jejichž znak je užíván i několika obcemi, které řádu dříve patřily. 
Existuje i dvanáctihrotý maltézský kříž, který má čtyři hroty navíc, uprostřed konce každého ramene.

## Symboly českých obcí s maltézským křížem

### Znaky

Babice
Dobřichovice
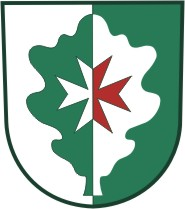
Doubravice
Medlovice
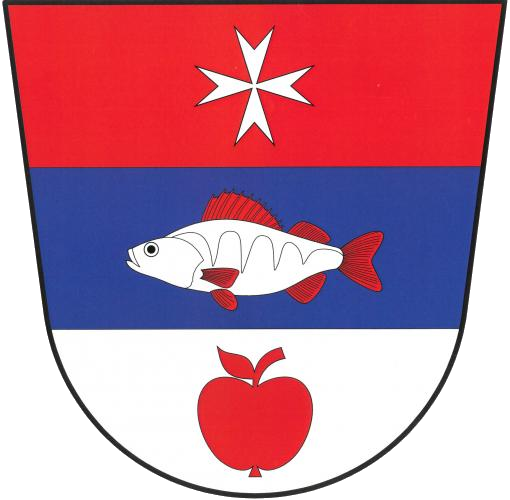
Mutěnice
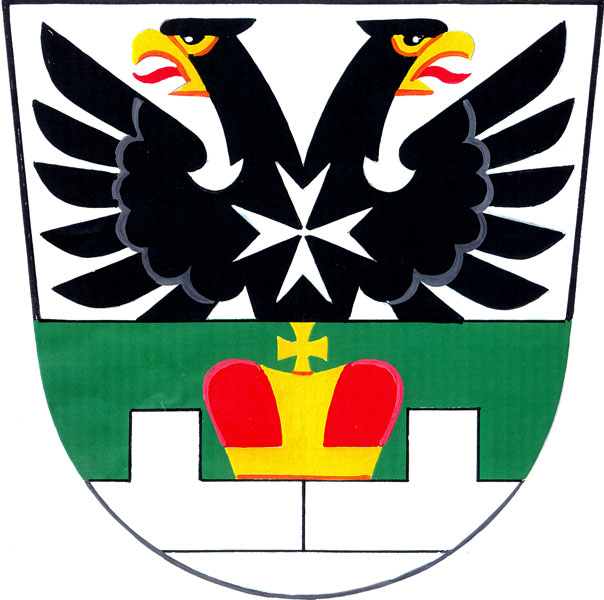
Orlovice
Praha 14
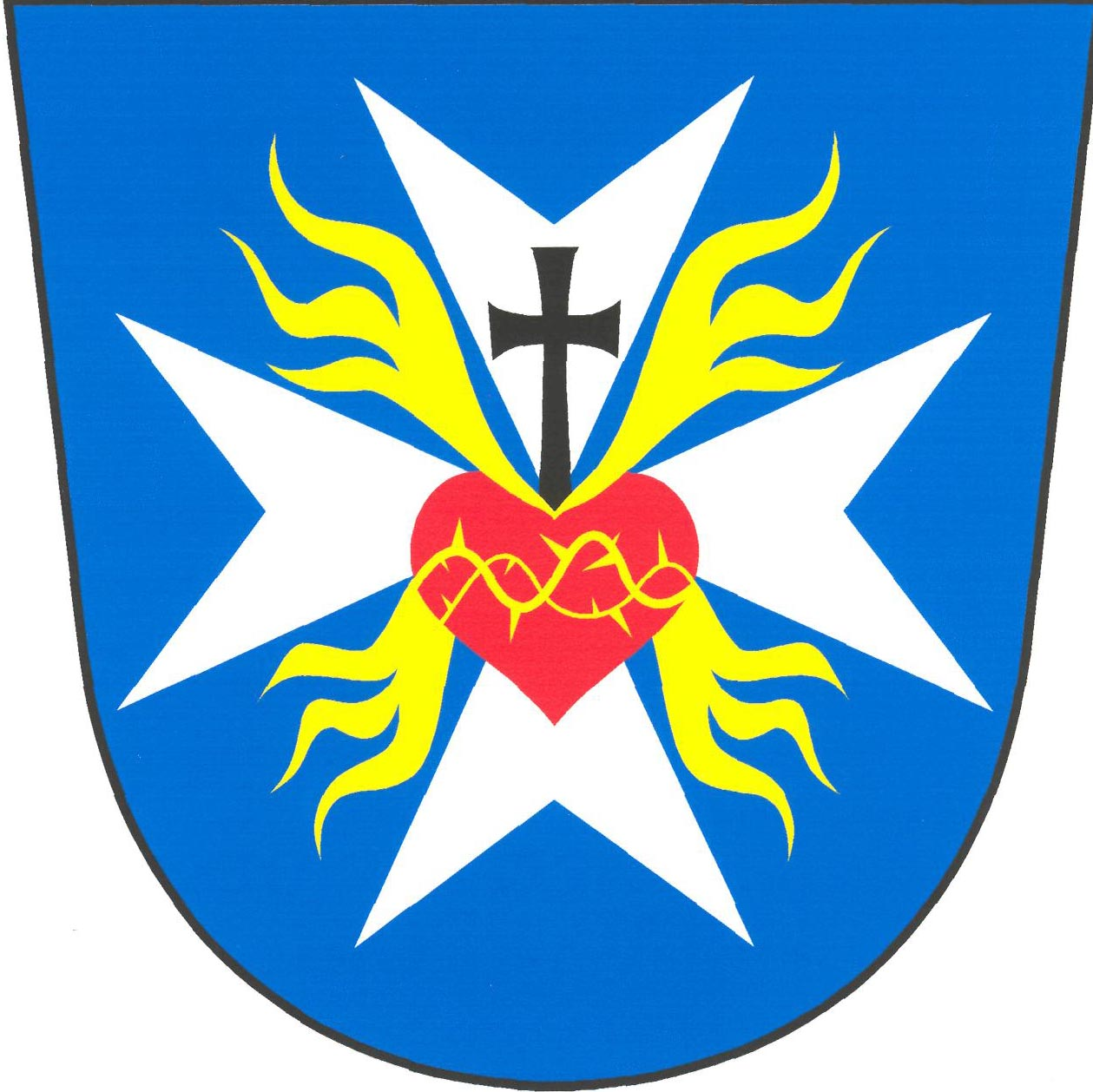
Pšov
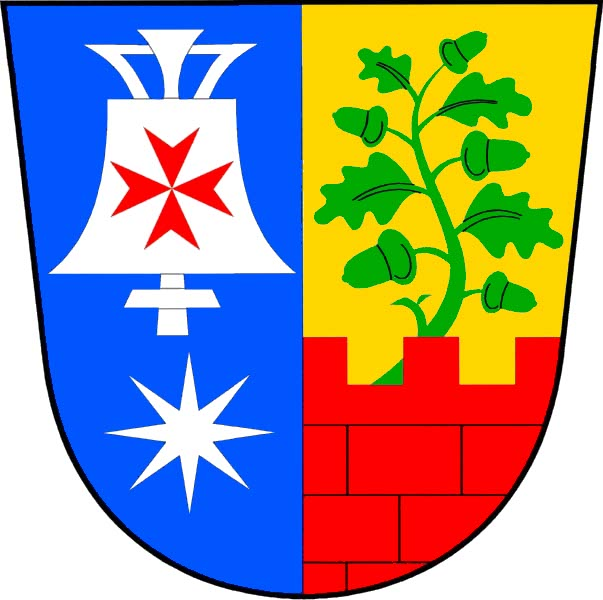
Semín
Staňkovice
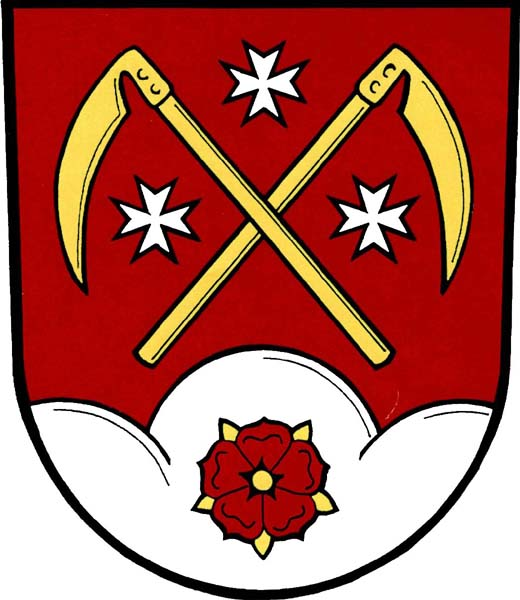
Vršovice

### Vlajky

Babice
Dobřichovice
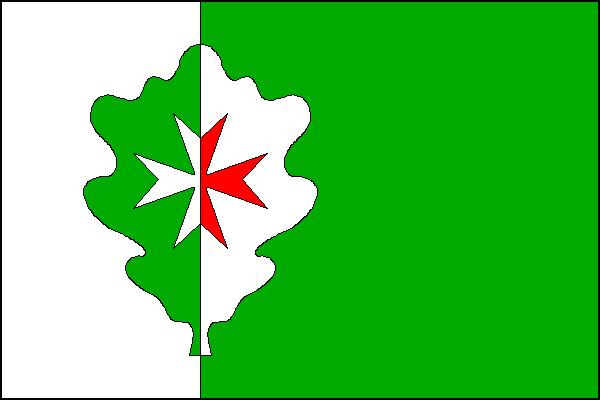
Doubravice
Medlovice
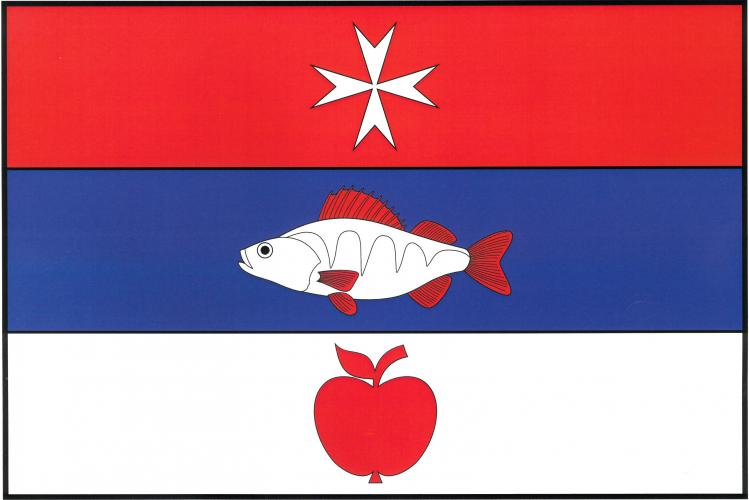
Mutěnice
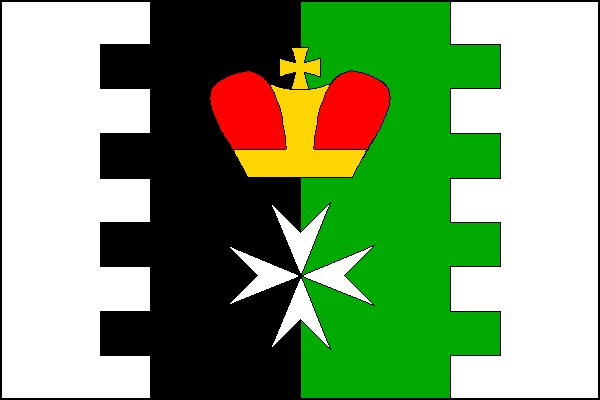
Orlovice
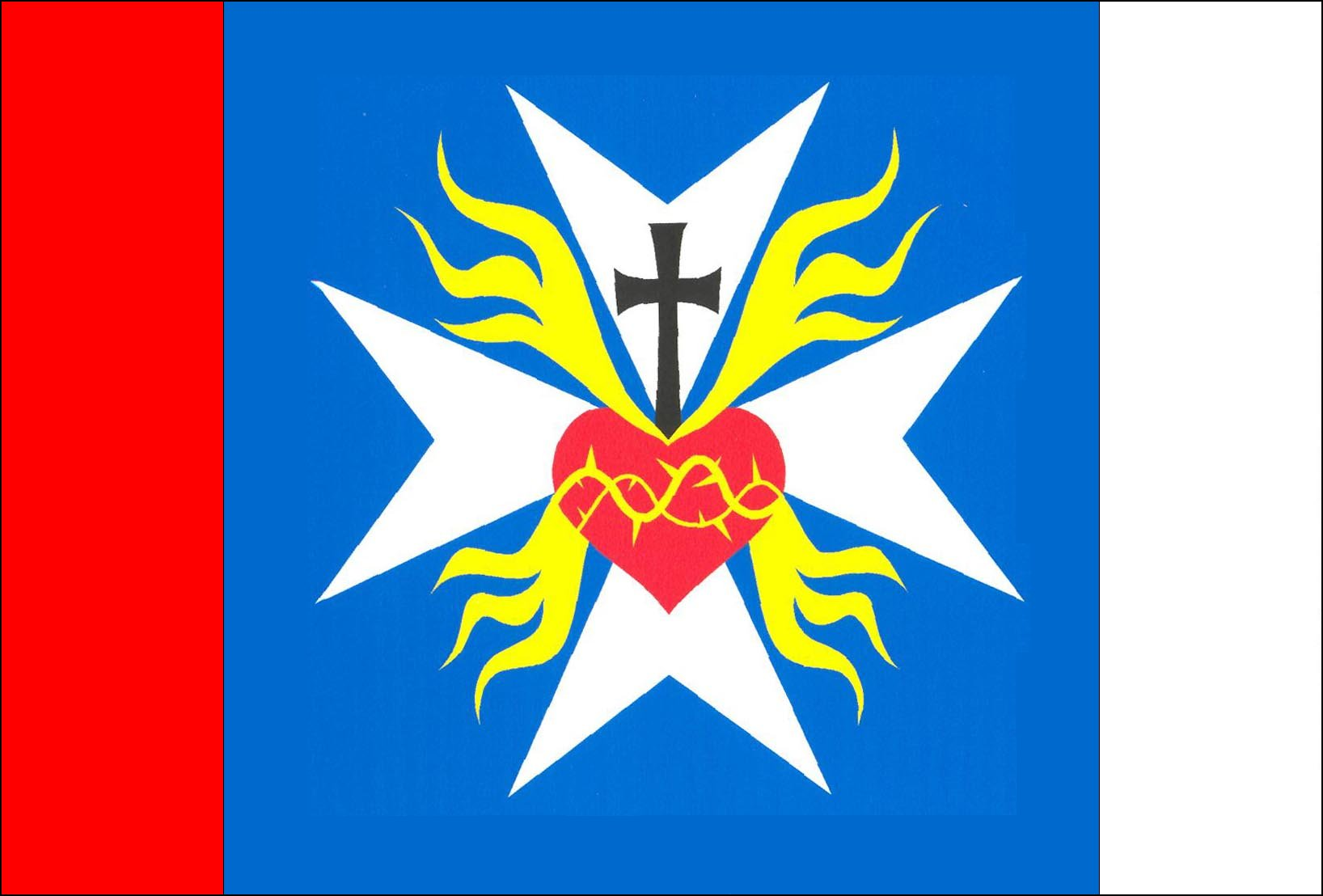
Pšov
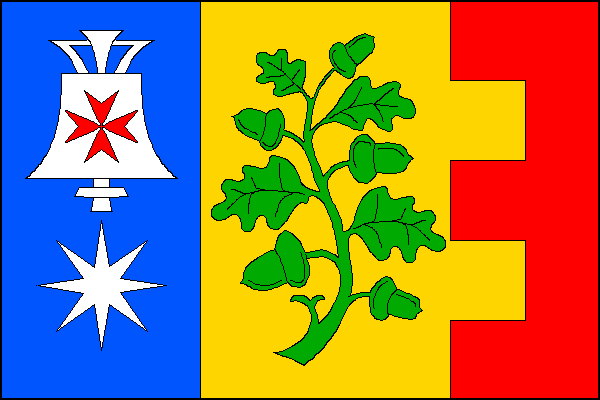
Semín
Staňkovice
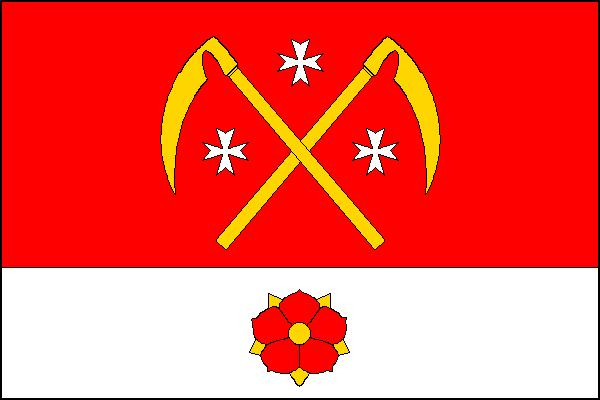
Vršovice